# Patriarca Copte d'Alexandria
El patriarca copte d'Alexandria és el cap de l'Església Ortodoxa Copta, titulat Papa d'Alexandria i Patriarca de la Predicació de Sant Marc Evangelista i de tota l'Àfrica, amb seu a Alexandria. Fins al 536, tota l'església d'Egipte estava sotmesa a l'autoritat d'un únic patriarca d'Alexandria, fins que diferències teològiques la van escindir en dues esglésies que més endavant s'anomenarien l'Església Ortodoxa d'Alexandria i Església Ortodoxa Copta, amb dues comunitats cristianes diferenciades, els melquites i els coptes, respectivament.
L'Església Copta enumera els patriarques a partir de l'evangelista Marc que va viure a Alexandria de l'any 43 al 49 i després del 61 al 67. Entre aquests dos períodes, va ordenar un bisbe, Anià, responsable de la comunitat cristiana d'aquella ciutat. Després del martiri de Marc, l'any 67, Anià el va succeir com a segon bisbe de la seu d'Alexandria.
Durant els tres primers segles de l'Església d'Alexandria, el bisbe d'Alexandria era nomenat pels sacerdots locals que n'escollien un entre ells. Més tard, i fins als nostres dies, era elegit per un Sínode que escollia entre sacerdots, monjos i ermitans. L'autoritat del bisbe d'Alexandria sobre altres diòcesis egípcies es va estendre ràpidament, i era una de les primeres autoritats eclesiàstiques que decidia sobre el nomenament de sacerdots a les diferents diòcesis. El títol de «Papa» es va donar al bisbe d'Alexandria des del pontificat de Dionís d'Alexandria cap a l'any 250.

## Llista dels papes o patriarques de l'Església Ortodoxa Copta
Per als patriarques anteriors al cisma del 536, vegeu: patriarca ortodox d'Alexandria.
| Número             | Pontificat                                                                     | Imatge   | Nom Grec (en caràcters llatins) • Copte • Àrab                          | Lloc de naixement                                     | Notes |
| Segle VI           | Segle VI                                                                       | Segle VI | Segle VI                                                                | Segle VI                                              | Segle VI |
| ------------------ | ------------------------------------------------------------------------------ | -------- | ----------------------------------------------------------------------- | ----------------------------------------------------- | --- |
| 1                  | 22 de febrer del 536 – 5 de juliol del 567 (31 anys, 4 mesos, 15 dies)         |          | Teodosi I Theodosios • Ⲑⲉⲟ́ⲇⲟⲥⲓⲟⲥ • ثيئودوسيوس                           | Alexandria, Egipte                                    | |
| 2                  | 25 de juliol del 567 – 2 de juliol del 569 (1 any, 10 mesos, 25 dies)          |          | Pere IV Petros • Ⲡⲉⲧⲣⲟⲥ • بطرس                                          | Alexandria, Egipte                                    | |
| 3                  | 26 de juny del 569 – 25 de juny del 605 (35 anys, 11 mesos, 16 dies)           |          | Damià Damianos • Ⲇⲁⲙⲓⲁⲛⲟⲥ • داميانوس                                    | Síria                                                 | |
| Segle VII          |                                                                                |          |                                                                         |                                                       | |
| 4                  | 9 de juliol del 605 – 31 de desembre del 616 (11 anys, 5 mesos, 22 dies)       |          | Anastasi Anastasios • Ⲁⲛⲁⲥⲧⲁⲥⲓⲟⲥ • انسطاسيوس                            | Alexandria, Egipte                                    | |
| 5                  | 2 de gener del 617 – 16 de gener del 623 (6 anys, 14 dies)                     |          | Andrònic Andronikos • Ⲁⲛⲇⲣⲟⲛⲓⲕⲟⲥ • أندرونيقوس                           | Alexandria, Egipte                                    | |
| 6                  | 17 de setembre del 623 – 16 de gener del 662 (38 anys, 3 mesos, 28 dies)       |          | Benjamí I Binyamin • Ⲃⲉⲛⲓⲁⲙⲓⲛ • بنيامين                                 | Barshüt, Governació de Buhayra, Egipte                | Durant el seu patriarcat, l'any 639, un exèrcit de 4.000 àrabs dirigit per Amr ibn al-As enviat pel Califa Úmar, successor de Mahoma, va envair Egipte i va derrotar a l'emperador Heracli. Així van acabar 200 anys de persecució de l'Imperi Romà d'Orient als cristians ortodoxos coptes des del Concili de Calcedònia. |
| 7                  | 22 de setembre del 661 – 26 d'octubre del 677 (16 anys, 9 mesos, 3 dies)       |          | Agató Aghathon • Ⲁⲅⲁⲑⲟⲩ • أغاثون                                        | Mareòtida, Alexandria, Egipte                         | |
| 8                  | 10 de desembre del 680 – 10 de desembre del 689 (9 anys)                       |          | Joan III Ioannis • Ⲓⲱⲁⲛⲛⲏⲥ • يوأنس                                      | Samanoud, Governació d'Al-Gharbiya, Egipte            | |
| 9                  | 16 de gener del 690 – 18 de novembre del 692 (2 anys, 10 mesos, 2 dies)        |          | Isaac Ishaac • Ⲓⲥⲁⲁⲕ • إسحق                                             | El-Borolos, Governació de Kafr al-Sheikh, Egipte      | |
| 10                 | 19 de desembre del 692 – 31 de juliol del 700 (7 anys, 7 mesos, 12 dies)       |          | Simeó I Simeon • Ⲥⲩⲙⲉⲱⲛ • سيماؤن                                        | Síria                                                 | |
| Segle VIII         |                                                                                |          |                                                                         |                                                       | |
| 11                 | 8 de maig del 704 – 14 de febrer del 729 (25 anys, 9 mesos, 7 dies)            |          | Alexandre II Alexanderos • Ⲁⲗⲉⲝⲁⲛⲇⲣⲟⲥ • آلِكسندر                         | Banna Abu Sir, Governació d'Al-Gharbiya, Egipte       | El califa omeia al-Walid I no es va limitar a gravar les finances dels coptes; també va posar a prova la seva paciència. Va ijuriar públicament Jesús i una vegada, durant una processó, va arribar a escopir a la cara d'una imatge de la Verge Maria. Quan els coptes van protestar davant el califa pel nivell d'impostos, aquest vs respondre amb més requises de béns i majors impostos. Aquest comportament va continuar sota els successors d'al-Walid; Yazid II no només va restablir tots els impostos anteriors, sinó que també va ordenar la destrucció de totes les creus i imatges sagrades de les esglésies. També ordenà que tots els seus súbdits portessin una insígnia d'identificació de plom al voltant del coll, i va exigir que tots els coptes que volguessin dedicar-se a l'activitat comercial tinguessin la marca d'un lleó marcada a les seves mans. A qui se'l sorprengués sense la marca se li tallaria la mà. |
| 12                 | 26 de març del 729 – 10 de juny del 730 (1 any, 2 mesos, 10 dies)              |          | Cosme I Kosma • Ⲕⲟⲥⲙⲁ • قسما                                            | Banna Abu Sir, Governació d'Al-Gharbiya, Egipte       | |
| 13                 | 8 de juliol del 730 – 14 de febrer del 742 (11 anys, 7 mesos, 7 dies)          |          | Teodosi II (també conegut com a Teodor I) Tawadros • Ⲑⲉⲟ́ⲇⲱⲣⲟⲥ • ثاؤدروس | Egipte                                                | |
| 14                 | 14 de setembre del 743 – 25 de març del 767 (23 anys, 6 mesos, 11 dies)        |          | Miquel I Khail • Ⲭⲁⲏⲗ • خائيل                                           | Egipte                                                | El va empresonar Abd-al-Màlik ibn Marwan ibn Mussa ibn Nussayr. Per això, el rei Ciríac de Makuria va marxar cap al nord, cap Egipte, al davant d'un exèrcit que, segons es diu, comptava amb 100.000 homes per alliberar el Papa. No obstant això, una vegada que l'exèrcit de Makuria va arribar a Egipte, el Papa va sortir alliberat de la presó. |
| 15                 | 9 d'abril del 767 – 7 de febrer del 776 (8 anys, 9 mesos, 27 dies)             |          | Mina I Mina • Ⲙнⲛⲁ • مينا                                               | Samanoud, Governació d'Al-Gharbiya, Egipte            | |
| 16                 | 24 de gener del 777 – 24 de gener del 799 (22 anys)                            |          | Joan IV Ioannis • Ⲓⲱⲁⲛⲛⲏⲥ • يوأنس                                       | Banna Abu Sir, Governació d'Al-Gharbiya, Egipte       | |
| 17                 | 26 de gener del 799 – 30 d'abril del 819 (20 anys, 2 mesos, 21 dies)           |          | Marc II Marcos • Ⲙⲁⲣⲕⲟⲥ • مرقس                                          | Alexandria, Egipte                                    | Durant el seu patriarcat, els coptes van ser perseguits pel califa abbàssida Harun ar-Raixid. |
| Segle IX           |                                                                                |          |                                                                         |                                                       | |
| 18                 | 12 de maig del 819 – 21 de febrer del 830 (10 anys, 9 mesos, 9 dies)           |          | Jacob Yakobos • Ⲓⲁⲕⲱⲃⲟⲥ • يعقوب                                         | Nabaroh, Governació d'Al-Daqahliyah, Egipte           | L'any 829, els coptes de tot el delta del Nil es van rebel·lar contra les autoritats musulmanes a causa dels excessius impostos i la persecució religiosa. La revolta es va estendre a l'Alt Egipte. Va ser la major, la més estesa i la més àmplia rebel·lió egípcia de la història d'Egipte sota l'islam. |
| 19                 | 28 de febrer del 830 – 13 d'octubre del 830 (5 mesos, 17 dies)                 |          | Simeó II Simeon • Ⲥⲩⲙⲉⲱⲛ • سيماؤن                                       | Alexandria, Egipte                                    | |
| 20                 | 30 de novembre del 831 – 2 de novembre del 849 (17 anys, 11 mesos, 2 dies)     |          | Josep I Yousab • Ⲓⲱⲥⲏⲫ • يوساب                                          | Menufeya, Governació de Menufeya, Egipte              | L'any 831, el califa abbàssida al-Mamun va demanar al Papa que pacifiqués els rebels. El Papa va demanar al poble calma i obediència a l'opressor. Tothom li va fer cas, excepte els baixmurians de la zona més septentrional del Delta del Nil, que rebutjaven el seu consell. Finalment, al-Mamun va portar un gran exèrcit amb elefants des de Turquia per sotmetre els baixmurians. Sense l'ajuda de l'Alt Egipte, la revolta dels baixmurians va acabar en una derrota, un bany de sang i una destrucció generalitzada als marjals del baix delta. Tota la població supervivent d'aquella zona va ser traslladada per la força a Síria. |
| 21                 | 20 de novembre del 849 – 30 d'abril del 851 (1 any, 4 mesos, 28 dies)          |          | Miquel II Khail • Ⲭⲁⲏⲗ • خائيل                                          | Egipte                                                | |
| 22                 | 21 de juliol del 851 – 30 de novembre del 858 (7 anys, 4 mesos, 9 dies)        |          | Cosme II Kosma • Ⲕⲟⲥⲙⲁ • قسما                                           | Samanoud, Governació d'Al-Gharbiya, Egipte            | |
| 23                 | 8 de gener del 859 – 2 de maig del 880 (21 anys, 3 mesos, 11 dies)             |          | Shenouda I Shenoute • Ϣⲉⲛⲟⲩϯ • سانوتيوس                                 | Samanoud, Governació d'Al-Gharbiya, Egipte            | |
| 24                 | 25 d'abril del 880 – 29 de març del 907 (27 anys, 1 mes, 9 dies)               |          | Miquel III Khail • Ⲭⲁⲏⲗ • خائيل                                         | Egipte                                                | En 882, el governador d'Egipte, Àhmad ibn Tulun, el va obligar a pagar fortes contribucions, i va haver de vendre una església i algunes propietats annexes a la comunitat jueva local. Es creu que aquest edifici es va convertir posteriorment en la seu de la Geniza del Caire. |
| Segle X            |                                                                                |          |                                                                         |                                                       | |
| Vacant (907-910)   |                                                                                |          |                                                                         |                                                       | |
| 25                 | 29 de maig del 909 – 28 de febrer del 920 (10 anys, 8 mesos, 27 dies)          |          | Gabriel I Gabriel • Ⲅⲁⲃⲣⲓⲏⲗ • غبريال                                    | Shibin El Kom, Governació de Menufeya, Egipte         | |
| 26                 | 28 de febrer del 920 – 12 de març del 932 (12 anys, 13 dies)                   |          | Cosme III Kosma • Ⲕⲟⲥⲙⲁ • قسما                                          | Egipte                                                | |
| 27                 | 9 d'abril del 932 – 2 d'abril del 952 (19 anys, 11 mesos, 23 dies)             |          | Macari I Macarius • Ⲙⲁⲕⲁⲣⲓⲟⲥ • مكاريوس                                  | Alexandria, Egipte                                    | |
| 28                 | 1 d'agost del 952 – 19 de desembre del 956 (4 anys, 4 mesos, 11 dies)          |          | Teòfil II Theophilos • Ⲑⲉⲟ́ⲫⲁnⲓⲟⲥ • ثاؤفانيوس                            | Alexandria, Egipte                                    | |
| 29                 | 20 de desembre del 956 – 25 de novembre del 974 (17 anys, 11 mesos, 6 dies)    |          | Mina II Mina • Ⲙнnⲁ • مينا                                              | Sandela, Governació de Kafr al-Sheikh, Egipte         | |
| 30                 | 28 de novembre del 975 – 16 de desembre del 978 (3 anys, 17 dies)              |          | Abraham Avraam • Ⲁⲃⲣⲁⲁⲙ • أبرآم بن زرعة                                 | Síria                                                 | El califa fatimita al-Muïzz va desafiar el papa Abraham: «si tens fe com un gra de mostassa, li diràs a aquesta muntanya: “Mou-te d'aquí cap allà”, i es mourà"» (Mt 17:20 i Mc 11:23). Després de tres dies d'oracions i dejuni, el Papa amb Simó el Blanquer va traslladar Al-Mukattam a l'est del Caire. La història d'aquest miracle es troba a la Història dels Patriarques d'Alexandria escrita per l'historiador Sawiris ibn al-Muqaffa. |
| 31                 | 10 d'abril del 979 – 21 de novembre del 1003 (24 anys, 7 mesos, 10 dies)       |          | Filoteu Philotheos • Ⲫⲓⲗⲟⲑⲉⲟⲥ • فيلوثاوس                                | Egipte                                                | |
| Segle XI           |                                                                                |          |                                                                         |                                                       | |
| 32                 | 28 de setembre del 1004 – 22 de novembre del 1032 (27 anys, 11 mesos, 12 dies) |          | Zacaries Zacharias • Ⲍⲁⲭⲁⲣⲓⲁⲥ • زخارياس                                 | Alexandria, Egipte                                    | Durant el seu patriarcat, els coptes van ser perseguits durant nou anys pel califa fatimita al-Hàkim. Es van demolir més de 30.000 esglésies, inclosa la crema de l'Església del Sant Sepulcre de Jerusalem. Al-Hàkim va capturar el Papa, va untar la seva roba amb la sang d'una ovella sacrificada i el va llançar als lleons famolencs, però no li van fer mal. El califa es va meravellar i va ordenar que es permetés al Papa reconstruir les esglésies i restaurar les que havien sigut destruïdes. |
| 32                 | 13 de desembre del 1032 – 29 d'octubre del 1046 (14 anys, 7 mesos, 11 dies)    |          | Shenouda II Shenoute • Ϣⲉⲛⲟⲩϯ • شنودة                                   | Minya El Qamh, Governació de Sharqia, Egipte          | |
| 33                 | 24 de desembre del 1046 – 23 de desembre del 1077 (30 anys, 11 mesos, 27 dies) |          | Cristòdol Khristodoulos • Ⲭⲣⲓⲥⲧⲟⲇⲟⲗⲟⲥ • خرستوذولس                       | Manzala, Governació de Port Saïd, Egipte              | L'any 1047, la Seu del Patriarca Ortodox Copte d'Alexandria es va traslladar d'Alexandria al Caire. |
| 34                 | 18 de març del 1078 – 19 de juny del 1092 (14 anys, 2 mesos, 20 dies)          |          | Ciril II Kyrillos • Ⲕⲩⲣⲓⲗⲗⲟⲩ • كيرلس                                    | Egipte                                                | |
| 35                 | 9 d'octubre del 1092 – 7 de juny del 1102 (9 anys, 7 mesos, 17 dies)           |          | Miquel IV Mikhail • Ⲙⲓχⲁⲏⲗ • ميخائيل                                    | Xois, Governació de Kafr al-Sheikh, Egipte            | |
| Segle XII          |                                                                                |          |                                                                         |                                                       | |
| 36                 | 22 de novembre del 1102 – 14 de setembre del 1128 (26 anys, 1 mes, 11 dies)    |          | Macari II Macarios • Ⲙⲁⲕⲁⲣⲓⲟⲥ • مكاريوس                                 | Egipte                                                | |
| 37                 | 3 de febrer del 1131 – 18 d'abril del 1145 (14 anys, 2 mesos, 2 dies)          |          | Gabriel II Gabriel • Ⲅⲁⲃⲣⲓⲏⲗ • غبريال                                   | Fustat, Egipte                                        | |
| 38                 | 29 de juliol del 1145 – 11 d'abril del 1146 (8 mesos, 10 dies)                 |          | Miquel V Mikhail • Ⲙⲓχⲁⲏⲗ • ميخائيل                                     | Daqadus, Governació d'Al-Daqahliyah, Egipte           | |
| 39                 | 25 d'agost del 1147 – 12 de maig del 1166 (18 anys, 8 mesos, 4 dies)           |          | Joan V Ioannis • Ⲓⲱⲁⲛⲛⲏⲥ • يوأنس                                        | Egipte                                                | |
| 40                 | 25 de juny del 1166 – 14 de gener del 1189 (22 anys, 6 mesos, 19 dies)         |          | Marc III Marcos • Ⲙⲁⲣⲕⲟⲥ • مرقس                                         | Alexandria, Egipte                                    | |
| 41                 | 21 de febrer del 1189 – 22 de gener del 1216 (26 anys, 11 mesos, 8 dies)       |          | Joan VI Ioannis • Ⲓⲱⲁⲛⲛⲏⲥ • يوأنس                                       | Egipte                                                | Després de la seva marxa, el Tron Apostòlic va estar vacant durant dinou anys. Aquesta és la vacant més llarga de la història de l'Església Ortodoxa Copta. |
| Segle XIII         |                                                                                |          |                                                                         |                                                       | |
| Vacant (1216–1235) |                                                                                |          |                                                                         |                                                       | |
| 42                 | 30 de juliol del 1235 – 23 de març del 1243 (7 anys, 8 mesos, 23 dies)         |          | Ciril III Kyrillos • Ⲕⲩⲣⲓⲗⲗⲟⲩ • كيرلس                                   | El Faium, Governació del Faium, Egipte                | Després de la seva marxa, el Tron Apostòlic es va mantenir vacant durant set anys i set mesos per culpa de la intensa persecució que no va permetre als coptes elegir un successor. |
| Vacant (1243–1250) |                                                                                |          |                                                                         |                                                       | |
| 43                 | 15 d'octubre del 1250 – 10 de desembre del 1261 (11 anys, 1 mes, 18 dies)      |          | Atanasi III Athanasios • Ⲁⲑⲁⲛⲁⲥⲓⲟⲩ • أثناسيوس                           | Egipte                                                | |
| 44                 | 14 de gener del 1262 – 2 de novembre del 1269 (7 anys, 9 mesos, 17 dies)       |          | Joan VII Ioannis • Ⲓⲱⲁⲛⲛⲏⲥ • يوأنس                                      | El Caire, Egipte                                      | Amb el suport d'alguns bisbes, el papa Joan VII va ser substituït durant tres anys pel papa Gabriel III, que originalment era un dels candidats a papa. El papa Joan VII va ser restaurat com a papa després de la mort del papa Gabriel III. Aquesta és l'única ocasió de la història en què l'Església Ortodoxa Copta ha tingut dos papes al mateix temps. |
| 45                 | 3 de novembre del 1268 – 14 de gener del 1271 (2 anys, 2 mesos, 10 dies)       |          | Gabriel III Gabriel • Ⲅⲁⲃⲣⲓⲏⲗ • غبريال                                  | Egipte                                                | Amb el suport d'alguns bisbes, el papa Joan VII va ser substituït durant tres anys pel papa Gabriel III, que originalment era un dels candidats a papa. El papa Joan VII va ser restaurat com a papa després de la mort del papa Gabriel III. Aquesta és l'única ocasió de la història en què l'Església Ortodoxa Copta ha tingut dos papes al mateix temps. |
| 46                 | 15 de gener del 1271 – 21 d'abril del 1293 (29 anys, 1 mes, 8 dies)            |          | Joan VII Ioannis • Ⲓⲱⲁⲛⲛⲏⲥ • يوأنس                                      | El Caire, Egipte                                      | Amb el suport d'alguns bisbes, el papa Joan VII va ser substituït durant tres anys pel papa Gabriel III, que originalment era un dels candidats a papa. El papa Joan VII va ser restaurat com a papa després de la mort del papa Gabriel III. Aquesta és l'única ocasió de la història en què l'Església Ortodoxa Copta ha tingut dos papes al mateix temps. |
| 47                 | 17 de juliol del 1294 – 13 de gener del 1300 (5 anys, 5 mesos, 28 dies)        |          | Teodosi III Theodosios • Ⲑⲉⲟ́ⲇⲟⲥⲓⲟⲥ • ثيئودوسيوس                         | Bani-Khosaim, Governació d'Al-Minya, Egipte           | |
| Segle XIV          |                                                                                |          |                                                                         |                                                       | |
| 48                 | 26 de febrer del 1300 – 11 de juny del 1320 (20 anys, 3 mesos, 15 dies)        |          | Joan VIII Ioannis • Ⲓⲱⲁⲛⲛⲏⲥ • يوأنس                                     | Bani-Khosaim, Governació d'Al-Minya, Egipte           | Durant el seu patriarcat, els coptes van ser perseguits pel sultà mameluc an-Nàssir Muhàmmad ibn Qalàwun. El sultà va decretar que qui matés un cristià podria quedar-se amb les seves possessions. |
| 49                 | 11 d'octubre del 1320 – 10 d'abril del 1327 (6 anys, 6 mesos, 1 dia)           |          | Joan IX Ioannis • Ⲓⲱⲁⲛⲛⲏⲥ • يوأنس                                       | Nephia, Governació de Menufeya, Egipte                | El 8 de maig de 1321, els musulmans van destruir i incendiar més de 60 esglésies i monestirs coptes en tot Egipte. |
| 50                 | 23 de maig del 1327 – 19 de gener del 1339 (11 anys, 7 mesos, 26 dies)         |          | Benjamí II Binyamin • Ⲃⲉⲛⲓⲁⲙⲓⲛ • بنيامين                                | Dimikarat, Governació de Luxor, Egipte                | |
| 51                 | 14 de gener del 1340 – 21 de juliol del 1348 (8 anys, 6 mesos, 6 dies)         |          | Pere V Petros • Ⲡⲉⲧⲣⲟⲥ • بطرس                                           | Egipte                                                | |
| 52                 | 15 de juliol del 1348 – 13 de febrer del 1363 (14 anys, 4 mesos, 26 dies)      |          | Marc IV Marcos • Ⲙⲁⲣⲕⲟⲥ • مرقس                                          | Qalyub, Governació de Qalyubia, Egipte                | |
| 53                 | 20 de maig del 1363 – 26 de juliol del 1369 (6 anys, 2 mesos, 7 dies)          |          | Joan X Ioannis • Ⲓⲱⲁⲛⲛⲏⲥ • يوأنس                                        | Damasc, Síria                                         | Va ser el quart i últim sirià elegit papa d'Alexandria. Els altres tres papes elegits d'entre els sirians eren el papa Damià el 35è, el papa Simeó el 42è i el papa Abraham el 62è. |
| 54                 | 19 de gener del 1370 – 11 de maig del 1378 (8 anys, 3 mesos, 22 dies)          |          | Gabriel IV Gabriel • Ⲅⲁⲃⲣⲓⲏⲗ • غبريال                                   | Egipte                                                | Durant el seu patriarcat, els cristians ortodoxos coptes van ser perseguits indiscriminadament pels croats. |
| 55                 | 7 d'agost del 1378 – 13 de gener del 1408 (30 anys, 5 mesos, 6 dies)           |          | Mateu I Matheos • Ⲙⲁⲑⲉⲟⲥ • متاؤس                                        | Bani Ruh, Al-Ashmunein, Governació d'Al-Minya, Egipte | També conegut com al-Miskín (‘el pobre’) per les seves obres de caritat amb els pobres. Durant el seu patriarcat gran nombre de cristians coptes ortodoxos van ser perseguits indiscriminadament pels croats. |
| Segle XV           |                                                                                |          |                                                                         |                                                       | |
| 56                 | 4 de maig del 1409 – 16 de gener del 1427 (17 anys, 8 mesos, 12 dies)          |          | Gabriel V Gabriel • Ⲅⲁⲃⲣⲓⲏⲗ • غبريال                                    | Guiza, Governació de Guiza, Egipte                    | |
| 57                 | 11 de maig del 1427 – 17 de maig del 1452 (24 anys, 11 mesos, 23 dies)         |          | Joan XI Ioannis • Ⲓⲱⲁⲛⲛⲏⲥ • يوأنس                                       | El-Maksa, El Caire, Egipte                            | El 1441, l'emperador etíop Zara Yaqob va amenaçar el sultà burjita Sayf-ad-Din Jàqmaq de tallar el caudal del Nil per la destrucció de monestirs i la persecució contra els coptes dirigida pel sultà Jàqmaq. No obstant això, l'emperador es va abstenir de fer-ho pel patiment humà que causaria. |
| 58                 | 23 de setembre del 1452 – 23 de setembre del 1465 (13 anys)                    |          | Mateu II Matheos • Ⲙⲁⲑⲉⲟⲥ • متاؤس                                       | Alt Egipte                                            | |
| 59                 | 22 de febrer de 1466 – 28 de desembre del 1474 (8 anys, 10 mesos, 6 dies)      |          | Gabriel VI Gabriel • Ⲅⲁⲃⲣⲓⲏⲗ • غبريال                                   | Egipte                                                | |
| 60                 | 2 de març del 1477 – 23 de febrer del 1478 (11 mesos, 21 dies)                 |          | Miquel VI Mikhail • Ⲙⲓχⲁⲏⲗ • ميخائيل                                    | Samalut, Governació d'Al-Minya, Egipte                | |
| 61                 | 1 de maig del 1480 – 17 de setembre del 1483 (3 anys, 4 mesos, 17 dies)        |          | Joan XII Ioannis • Ⲓⲱⲁⲛⲛⲏⲥ • يوأنس                                      | Naqada, Governació de Qena, Egipte                    | |
| 62                 | 22 de febrer del 1484 – 18 de febrer del 1524 (39 anys, 11 mesos, 26 dies)     |          | Joan XIII Ioannis • Ⲓⲱⲁⲛⲛⲏⲥ • يوأنس                                     | Sidfa, Governació d'Asyut, Egipte                     | |
| Segle XVI          |                                                                                |          |                                                                         |                                                       | |
| Vacant (1524–1525) |                                                                                |          |                                                                         |                                                       | |
| 63                 | 14 d'octubre del 1525 – 17 de juliol del 1568 (42 anys, 9 mesos, 3 dies)       |          | Gabriel VII Gabriel • Ⲅⲁⲃⲣⲓⲏⲗ • غبريال                                  | El-Qusiya, Governació d'Asyut, Egipte                 | |
| Vacant (1568–1571) |                                                                                |          |                                                                         |                                                       | |
| 64                 | 17 d'abril del 1571 – 8 de setembre del 1586 (15 anys, 4 mesos, 19 dies)       |          | Joan XIV Ioannis • Ⲓⲱⲁⲛⲛⲏⲥ • يوأنس                                      | Manfalut, Governació d'Asyut, Egipte                  | |
| 65                 | 20 de juny del 1587 – 17 de maig del 1603 (15 anys, 10 mesos, 24 dies)         |          | Gabriel VIII Gabriel • Ⲅⲁⲃⲣⲓⲏⲗ • غبريال                                 | Mair, Governació d'Asyut, Egipte                      | |
| Segle XVII         |                                                                                |          |                                                                         |                                                       | |
| 66                 | 3 de juliol del 1603 – 11 de setembre del 1619 (16 anys, 2 mesos, 9 dies)      |          | Marc V Marcos • Ⲙⲁⲣⲕⲟⲥ • مرقس                                           | El Bayadeya, Governació d'Asyut, Egipte               | L'àrab es converteix en la llengua oficial d'Egipte. Els governants islàmics amenacen de tallar la llengua a qualsevol egipci que se'l trobi parlant en llengua copta. Tot i les persecucions, s'atribueix als papes coptes la preservació de la llengua copta. |
| 67                 | 18 de setembre del 1619 – 10 de setembre del 1629 (9 anys, 11 mesos, 22 dies)  |          | Joan XV Ioannis • Ⲓⲱⲁⲛⲛⲏⲥ • يوأنس                                       | Mallawi, Governació d'Al-Minya, Egipte                | Enterrat al monestir de Sant Anba Bishih a El-Bayadia, Egipte. |
| 68                 | 7 de setembre del 1631 – 3 d'abril del 1646 (14 anys, 6 mesos, 23 dies)        |          | Mateu III Matheos • Ⲙⲁⲑⲉⲟⲥ • متاؤس                                      | Toukh El-Nasarah, Governació de Menufeya, Egipte      | |
| 69                 | 20 d'abril del 1646 – 20 d'abril del 1656 (10 anys)                            |          | Marc VI Marcos • Ⲙⲁⲣⲕⲟⲥ • مرقس                                          | Bahgourah, Governació de Qena, Egipte                 | |
| 70                 | 6 de desembre del 1660 – 22 d'agost del 1675 (14 anys, 8 mesos, 9 dies)        |          | Mateu IV Matheos • Ⲙⲁⲑⲉⲟⲥ • متاؤس                                       | Mair, Governació d'Asyut, Egipte                      | |
| 71                 | 5 de maig del 1676 – 17 de juny del 1718 (42 anys, 1 mes, 12 dies)             |          | Joan XVI Ioannis • Ⲓⲱⲁⲛⲛⲏⲥ • يوأنس                                      | Toukh El-Nasarah, Governació de Menufeya, Egipte      | |
| Segle XVIII        |                                                                                |          |                                                                         |                                                       | |
| 72                 | 21 d'agost del 1718 – 4 d'abril del 1726 (7 anys, 7 mesos, 11 dies)            |          | Pere VI Petros • Ⲡⲉⲧⲣⲟⲥ • بطرس                                          | Assiut, Governació d'Asyut, Egipte                    | |
| 73                 | 12 de gener del 1727 – 21 d'abril del 1745 (18 anys, 3 mesos, 8 dies)          |          | Joan XVII Ioannis • Ⲓⲱⲁⲛⲛⲏⲥ • يوأنس                                     | Mallawi, Governació d'Al-Minya, Egipte                | |
| 74                 | 30 de maig del 1745 – 18 de maig del 1769 (23 anys, 11 mesos, 18 dies)         |          | Marc VII Marcos • Ⲙⲁⲣⲕⲟⲥ • مرقس                                         | Klosna, El Bahnasa, Governació d'Al-Minya, Egipte     | Durant el seu patriarcat, hi va haver un intent de l'Església catòlica d'apoderar-se de l'Església copta. Vsn odenar a un monjo de Jerusalem com a bisbe catòlic a Egipte, però no hi va poder anar-hi i es va quedar a Jerusalem. També van ordenar a Rafael Al Tokhi com a bisbe catòlic per a l'Alt Egipte, però no es va poder quedar allà, així que el papa de Roma el va cridar perquè es quedés en aquell lloc. El papa Marc VII va escriure molts llibres sobre l'Església copta. |
| 75                 | 23 d'octubre del 1769 – 9 de juny del 1796 (26 anys, 7 mesos, 14 dies)         |          | Joan XVIII Ioannis • Ⲓⲱⲁⲛⲛⲏⲥ • يوأنس                                    | El Faium, Governació del Faium, Egipte                | Durant el seu patriarcat, el papa Pius VI de Roma va enviar un missatge al papa Joan XVIII d'Alexandria demanant-li que unís l'Església d'Alexandria amb l'Església Catòlica Romana sotmetent-se a les decisions preses al Concili de Calcedònia. El papa Joan XVIII i tots els bisbes d'Egipte van refutar unànimement el Tomus Leonis i van defensar l'«única naturalesa del Logos encarnat», de plena humanitat i plena divinitat. El famós erudit i teòleg Joseph el-Abbah, bisbe de Girga va respondre al missatge del papa Pius VI i va rebutjar les actes del Concili de Calcedònia en les que Lleó, papa de Roma, afirmava les dues naturaleses de Crist. |
| 76                 | 4 d'octubre del 1796 – 21 de desembre del 1809 (13 anys, 2 mesos, 19 dies)     |          | Marc VIII Marcos • Ⲙⲁⲣⲕⲟⲥ • مرقس                                        | Tima, Governació de Sohag, Egipte                     | Durant el seu patriarcat, els francesos van envair Egipte. La seva seu de Haret Al Rum va ser traslladada a la Catedral copta ortodoxa de Sant Marc (Azbakeya) l'any 1800. |
| Segle XIX          |                                                                                |          |                                                                         |                                                       | |
| 77                 | 24 de desembre del 1809 – 5 d'abril del 1852 (42 anys, 3 mesos, 9 dies)        |          | Pere VII Petros • Ⲡⲉⲧⲣⲟⲥ • بطرس                                         | Gawli, Manfalut, Governació d'Asyut, Egipte           | Un ambaixador rus va oferir al patriarca Pere VII la protecció de l'emperador de Rússia, Nicolau I, no obstant això, el patriarca va agrair a l'emperador, dient que no es necessitava més protecció que la de Déu. |
| Vacant (1852-1854) |                                                                                |          |                                                                         |                                                       | |
| 78                 | 5 de juny del 1854 – 31 de gener del 1861 (6 anys, 7 mesos, 26 dies)           |          | Ciril IV Kyrillos • Ⲕⲩⲣⲓⲗⲗⲟⲩ • كيرلس                                    | Sawamaa, Girga, Governació de Sohag, Egipte           | Va establir una escola copta a Haret El-Sakkayeen. També una impremta on va imprimir molts llibres religiosos. |
| 79                 | 17 de juny del 1862 – 18 de gener del 1870 (7 anys, 7 mesos, 3 dies)           |          | Demetri II Demetrios • Ⲇⲏⲙⲏⲧⲣⲓⲟⲥ • ديمتريوس                             | Galda, Governació d'Al-Minya, Egipte                  | |
| Vacant (1870-1874) |                                                                                |          |                                                                         |                                                       | |
| 80                 | 1 de novembre del 1874 – 7 d'agost del 1927 (52 anys, 9 mesos, 6 dies)         |          | Ciril V Kyrillos • Ⲕⲩⲣⲓⲗⲗⲟⲩ • كيرلس                                     | Tezment, Governació de Beni Suef, Egipte              | El Papa que més temps ha estat al capdavant de l'Església Ortodoxa Copta. El 1908, Marcus Simaika Pasha va obtenir l'aprovació del Papa per construir el Museu Copte que es va inaugurar el 14 de març de 1910. |
| Segle XX           |                                                                                |          |                                                                         |                                                       | |
| 81                 | 16 de desembre del 1928 – 21 de juny del 1942 (13 anys, 6 mesos, 5 dies)       |          | Joan XIX Ioannis • Ⲓⲱⲁⲛⲛⲏⲥ • يوأنس                                      | Dair Tasa, Governació d'Asyut, Egipte                 | El primer bisbe o metropolità ordenat papa. |
| Vacant (1942-1944) |                                                                                |          |                                                                         |                                                       | |
| 82                 | 19 de febrer del 1944 – 31 d'agost del 1945 (1 any, 6 mesos, 19 dies)          |          | Macari III Macarius • Ⲙⲁⲕⲁⲣⲓⲟⲥ • مكاريوس                                | El-Mahalla El-Kubra, Governació d'Al-Gharbiya, Egipte | Va ser ordenat metropolità d'Assiut als 24 anys. |
| Vacant (1945-1946) |                                                                                |          |                                                                         |                                                       | |
| 83                 | 26 de maig del 1946 – 14 de novembre del 1956 (10 anys, 5 mesos, 17 dies)      |          | Josep II Yousab • Ⲓⲱⲥⲏⲫ • يوساب                                         | Naghamish, Governació de Sohag, Egipte                | Fundació de l'Institut Superior d'Estudis Coptes. |
| Vacant (1956-1959) |                                                                                |          |                                                                         |                                                       | |
| 84                 | 10 de maig del 1959 – 9 de març del 1971 (11 anys, 9 mesos, 29 dies)           |          | Ciril VI Kyrillos • Ⲕⲩⲣⲓⲗⲗⲟⲩ • كيرلس                                    | Damanhur, Governació de Buhayra, Egipte               | El papa Ciril VI, també conegut pel sobrenom de «l'home de l'oració», en àrab, va donar una imatge humil i pública de l'Església copta. Ciril VI, un dels últims papes que s'ha involucrat en la política, va mantenir bones relacions amb el president egipci Gamal Abdel Nasser. En el desè any del seu papat, la Santa Església celebra la inauguració de la nova Catedral de Sant Marc a Dair El-Anba Rowais, que era coneguda també com a Dair El-Khandaq. Per aquesta ocasió i pel retorn de les relíquies de l'Apòstol Sant Marc des de Roma, després d'haver estat a la ciutat de Venècia a Itàlia durant onze segles, es va organitzar una gran celebració religiosa. La celebració va ser encapçalada pel papa Ciril VI i va comptar amb la presència del president Gamal Abdel Naser, president de la República Àrab d'Egipte, l'emperador Haile Selassie I d'Etiòpia i molts caps de diferents religions i representants d'esglésies de tot el món. Entre aquells líders religiosos hi havia Ignasi Jacob III, el patriarca d'Antioquia dels ortodoxos sirians. Avui en dia és molt venerat i continua realitzant nombrosos miracles, especialment pels estudiants necessitats. |
| 85                 | 14 de novembre del 1971 – 17 de març del 2012 (40 anys, 4 mesos, 3 dies)       |          | Shenouda III Shenouda • Ϣⲉⲛⲟⲩϯ • شنودة                                  | Abnub, Governació d'Asyut, Egipte                     | És el primer Papa que visita els Patriarques de Roma i Constantinoble des de l'any 451. En particular, el regnat de Shenouda III també va ser testimoni de la ràpida diàspora de coptes per tot el món per primera vegada en segles (incloent-hi l'establiment de centenars d'esglésies als Estats Units, Austràlia, Canadà i Suïssa). El papa Shenouda III va ser el que més va influir en el cànon de l'Església copta, modernitzant diverses normes per adaptar-les no només a les necessitats del poble copte, sinó també a les tradicions de l'Església. Se'l coneix formalment com a «l'home del ministeri». A partir de l'any 2000, es van produir violentes persecucions i massacres de coptes per part dels musulmans egipcis: massacres de Kosheh, motí d'Alexandria de 2005, massacre de Nag Hammadi, atemptat d'Alexandria de 2011, atacs a l'església d'Imbaba de 2011 i la massacre a les manifestacions de Maspero de 2011. |
| Segle XXI          |                                                                                |          |                                                                         |                                                       | |
| 86                 | 18 de novembre del 2012 – Present                                              |          | Teodor II Tawadros • Ⲑⲉⲟ́ⲇⲱⲣⲟⲥ • تواضروس                                 | Mansura, Governació d'Al-Daqahliyah, Egipte           | L'agost del 2013, les esglésies i monestirs de l'Alt Egipte (construïts els segles IV i V) es van veure obligats a cancel·lar la missa dominical per primera vegada en 1600 anys a causa de la intensa persecució dirigida pels Germans Musulmans. També es van produir persecucions per part de l'Estat Islàmic - Província del Sinaí, com el segrest i decapitació de coptes a Líbia el 2015, l'atemptat contra un autobús de Minya el 2018, l'atemptat del Caire de desembre de 2016, l'atemptat del Diumenge de Rams de 2017 i l'atemptat contra l'església de Sant Menna. Construcció de la Catedral de la Nativitat del Caire, l'església ortodoxa activa més gran del món. |